# Cmentarz Záběhlicki
Cmentarz Záběhlicki (czes. Záběhlický hřbitov) – cmentarz położony w stolicy Czech w dzielnicy Praga 10 Záběhlice pomiędzy ulicami Břečťanová i Jabloňová. 
Cmentarz powstał w połowie XIX wieku jako nowy obszar grzebalny, który miał zastąpić likwidowaną nekropolię sąsiadującą z kościołem Narodzenia Panny Marii w Záběhlicach. Najstarsze nagrobki pochodzą z okresu bezpośrednio po otwarciu cmentarza, do największych należy grobowiec rodziny miejscowego posiadacza ziemskiego Václava Černego. Ok. 1970 ze względów sanitarnych władze przestały wydawać pozwolenia na pochówki, w związku z czym cmentarz został uznany za zamknięty i przeznaczony do likwidacji. W 2001 ostatecznie zaniechano realizacji tych planów i dopuszczono pochówki urnowe. Obecnie na cmentarzu znajdują się cztery kwatery grobów całkowitych oraz 31 242 groby urnowe.